# Đại học Carl von Ossietzky Oldenburg
Đại học Carl von Ossietzky Oldenburg (tiếng Đức: Carl von Ossietzky Universität Oldenburg) là một trường đại học tổng hợp, nằm ở thành phố Oldenburg, thuộc bang Niedersachsen (hay Hạ Saxony), Cộng hòa Liên bang Đức. Đây là một trong những cơ sở giáo dục quan trọng nhất của vùng tây bắc Đức với các liên ngành đào tạo. Trường hiện có hơn 12.000 sinh viên đang theo học  và hơn 2.000 nhân viên và giảng viên đang làm việc và giảng dạy.

## Lịch sử
Khóa đào tạo giáo viên đầu tiên được tổ chức tại Oldenburg vào đầu năm 1793 bởi Công tước Peter Friedrich Ludwig. Một khu vườn hội thảo đào tạo giáo viên được thành lập vào năm 1882. Tại nước Cộng hòa Weimar, Học viện Sư phạm (Pädagogische Akademie) đã được thành lập tại Oldenburg vào năm 1929 cho phép việc đào tạo nghề nghiệp giáo viên. Ngày 1 tháng 10 năm 1945, học viện đào tạo giáo viên đã được mở cửa trở lại lần đầu tiên thời hậu chiến ở Đức. Năm 1948, học viện đã được đổi tên thành Trường Cao đẳng Sư phạm Oldenburg (Pädagogische Hochschule Oldenburg).
Bước đầu tiên hướng tới thành lập một trường đại học đã được tiến hành vào ngày 23 tháng 2 năm 1959 với quyết định của hội đồng thành phố về việc khởi động một dự án cho trường đại học. Sau đó, vào ngày 13 Tháng 3 năm 1970 là Biên bản ghi nhớ về việc thành lập Trường Đại học Oldenburg và Osnabrück của Bộ trưởng Bộ Văn hóa của tiểu bang Hạ Saxony hay Niedersachsen. Trường đại học đã được thành lập vào ngày 5 Tháng 12 năm 1973. Việc tuyển sinh và giảng dạy được bắt đầu từ học kỳ mùa hè năm 1974 với một chương trình đào tạo cho 2.400 sinh viên.
Ý định đặt tên trường đại học theo tên của một nhà kháng chiến và người đã đoạt giải Nobel Hòa bình vào năm 1935 – Carl von Ossietzky – đã gặp phải trở ngại gây ra bởi chính quyền bảo thủ của tiểu bang dưới thời Thủ hiến Ernst Albrecht. Tuy nhiên, sinh viên, giáo viên và các nhân viên khác của trường đã không nản chí và tiếp tục thực hiện mong muốn này. Cuối cùng họ cũng đã thành công: ngày 13 Tháng 10 năm 1991 trường đại học đã chính thức được đặt tên Đại học Carl von Ossietzky Oldenburg trong một buổi lễ có sự tham dự của ông Gerhard Schröder là thủ hiến bang Niedersachsen khi đó (người sau đó cũng đã từng giữ chức thủ tướng của CHLB Đức). Việc đặt tên trường là phù hợp với Luật Giáo dục Đại học Hạ Saxony sửa đổi. Cùng năm đó, số lượng sinh viên đã vượt mốc 10.000. Năm 2002, tổng cộng 11 phòng ban của trường đã được tổ chức lại thành 5 khoa. Đến cuối năm 2012, trường đã có 6 khoa với khoảng 12.000 sinh viên theo học.
Chương trình mở rộng đào tạo bao gồm ngành nghiên cứu về Khoa học máy tính đã được bắt đầu vào năm 1984. Kể từ học kỳ mùa đông 2007/2008, bên cạnh ngành Khoa học máy tính, trường đã có thêm ngành Công nghệ thông tin trong thương mại được tổ chức như một ngành mới riêng rẽ.

## Các Khoa/Viện đào tạo
- Khoa I – Giáo dục và Sư phạm

Viện Sư phạm
Viện Sư phạm đặc biệt và Phục hồi chức năng
Viện Khoa học xã hội
- Khoa II – Khoa học máy tính, Luật và Kinh tế

Phòng Khoa học máy tính
Phòng Kinh tế và Luật
- Khoa III – Ngôn ngữ - và Nghiên cứu Văn hoá

Viện nghiên cứu Anh / Hoa Kỳ học
Viện nghiên cứu Đức
Viện nghiên cứu Hà Lan
Viện nghiên cứu Slavic
Viện Nghệ thuật và Văn hóa tranh ảnh
Viện Văn hóa vật liệu
Viện Âm nhạc
- Khoa IV – Khoa học Con người và Xã hội

Viện Lịch sử
Viện Thần học Tin Lành
Viện Triết học
Viện Khoa học Thể thao
- Khoa V – Toán học và Khoa học tự nhiên

Viện Sinh học và Khoa học Môi trường (IBU)
Viện Hóa học
Viện Vật lý
Viện Toán học
Viện Hóa học và Sinh học Môi trường Biển (ICBM)
- Khoa VI – Y khoa và Y tế công cộng

Viện Tâm lý học

## Campus
Trường Đại học Oldenburg có 2 Campus chính: Campus Haarentor và Campus Wechloy.

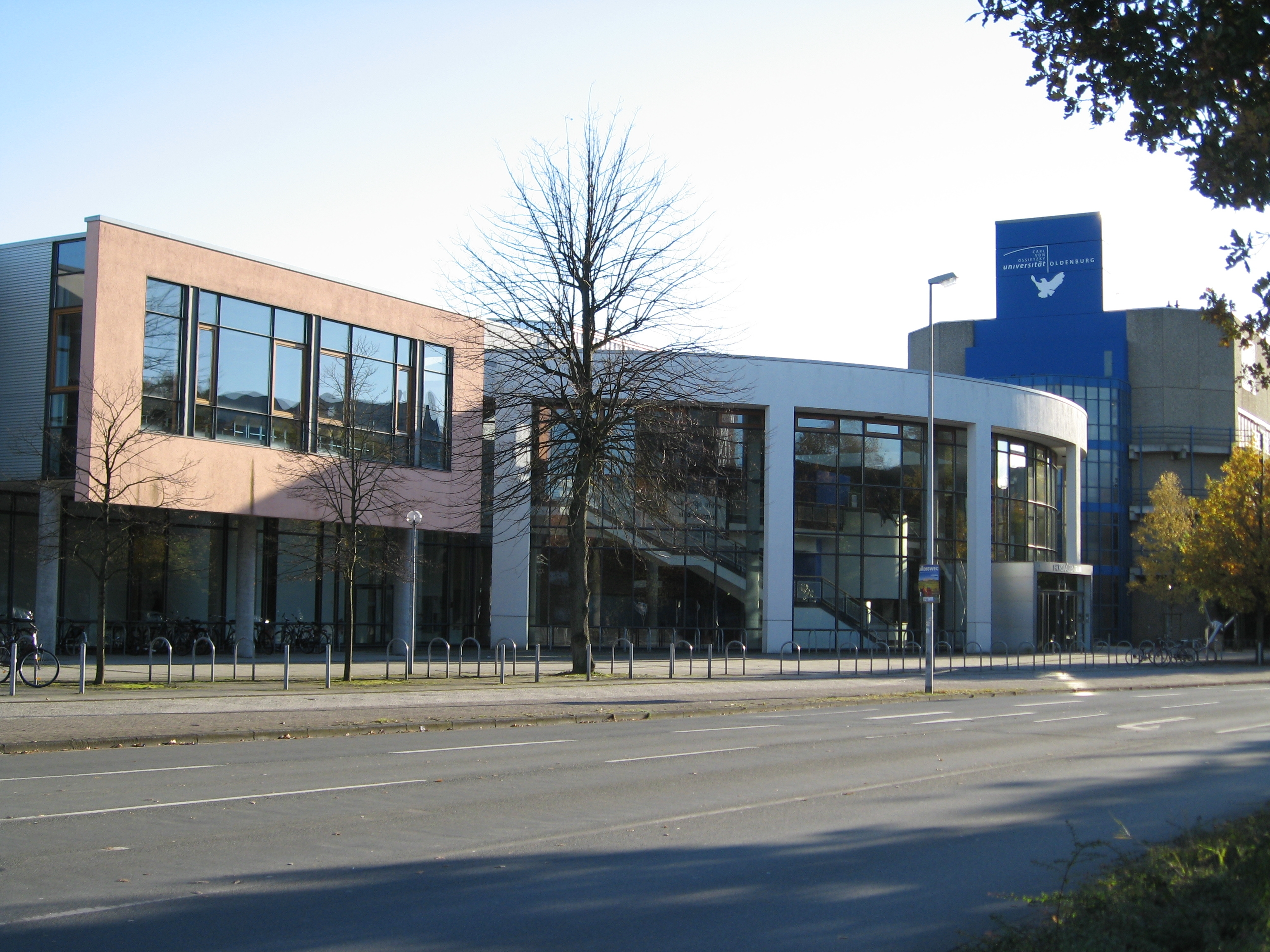
Campus Haarentor

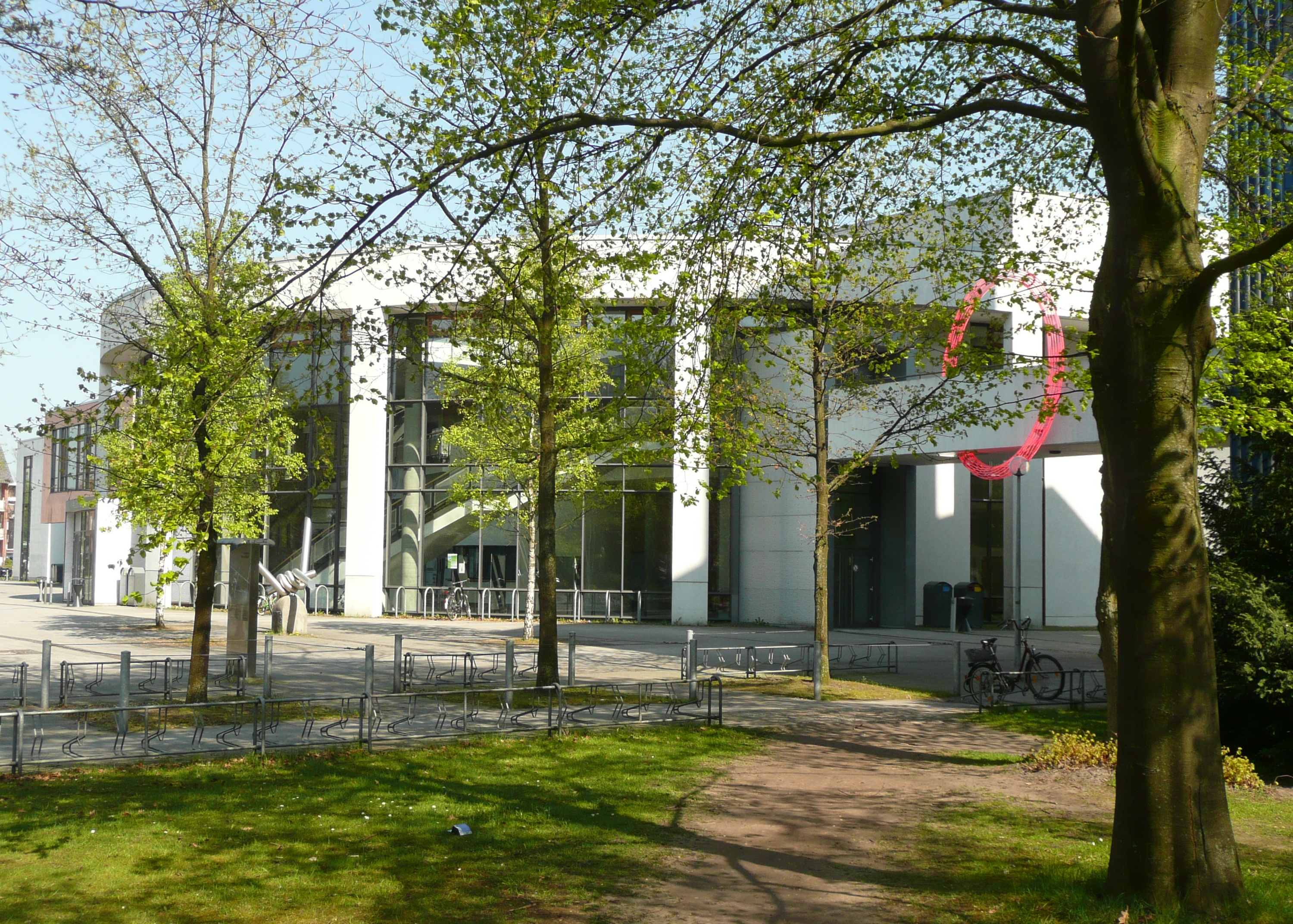
Campus Haarentor, nơi có tòa nhà giảng đường chính

- Campus lớn nhất là Campus Haarentor (hay còn quen gọi là Campus Uhlhornsweg vì tọa lạc trên đường Uhlhornsweg). Tại đây có một số công trình đã được xây dựng vào đầu những năm 1960 khi trường Cao đẳng Sư phạm được thành lập đến nay vẫn còn được sử dụng như những tòa nhà phụ. Trong những năm 1970 hai giảng đường lớn của trường đại học và Allgemeine Verfügungs-Zentrum (AVZ) đã được mở rộng. Ngày 15 Tháng 10 năm 1982, khu vực trung tâm đã được chuyển qua một tòa nhà mới, hiên tại bao gồm cả thư viện, trung tâm thể thao và căng-tin. Khu quản trị và một số khu vực hành chính khác được dọn ra khỏi trung tâm sinh thái gần trường đại học vào năm 1999. Năm 2001 trường được mở rộng với việc xây dựng một giảng đường trung tâm và một học viện mới.

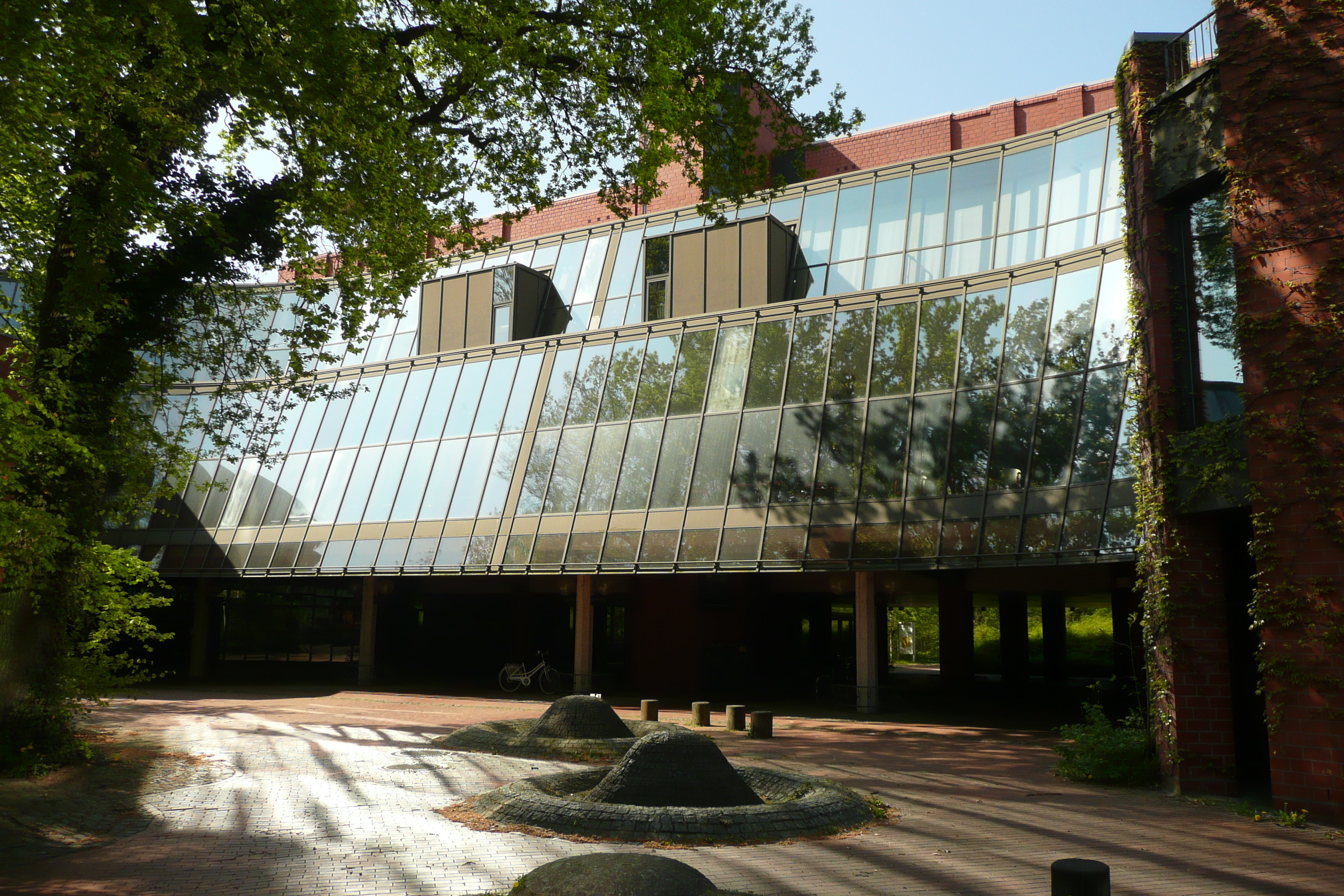
Campus Wechloy

- Campus Wechloy được xây dựng cùng thời điểm với sự mở rộng của Campus Haarentor vào năm 1982. Đây là nơi giảng dạy và nghiên cứu của Khoa V và VI, với các ngành toán học và khoa học tự nhiên. Ngày 10 Tháng 10 năm 1994, trường đã tiến hành lễ khởi công xây dựng Viện Hóa học và Sinh học Môi trường Biển (ICBM). Ngày 20 Tháng 9 năm 2002, khởi công xây dựng Trung tâm nghiên cứu về thính giác. Ngoài ra, nằm trong khuôn viên Campus Wechloy còn có các phòng ban cho các ngành khoa học tự nhiên cũng như cho ngành toán học và giáo dục thể chất.[3]

Một vườn bách thảo với diện tích khoảng 3,7 ha (khuôn viên nằm trên đường Philosophenweg) mô phỏng các vùng khí hậu khác nhau của trái đất. Trở ngược lại năm 1882, khi đó là một khu vườn nơi tổ chức các khóa hội thảo đào tạo giáo viên Oldenburg. Hơn 1.000 loại thực vật từ vùng bắc của nước Đức, khoảng 300 loài cây mọng nước khác nhau được trưng bày trong một nhà kính. Ngoài vườn thảo dược và một khu vườn nhỏ là khu đầm lầy. Bên cạnh khuôn viên Philosophenweg còn có khuôn viên Küpkersweg, đã được đưa vào hoạt động vào năm 1984 và có diện tích khoảng 1,5 ha. Nơi đây trồng và canh tác các loại cây được dành cho nghiên cứu và giảng dạy. Vườn Bách thảo Oldenburg đã tổ chức lễ kỷ niệm lần thứ 125 vào năm 2007.

## Trường Y khoa châu Âu Oldenburg–Groningen
Với hỗ trợ tích cực từ phía Hội đồng khoa học và cam kết tài chính của tiểu bang, vào học kỳ mùa đông 2012/13 trường Đại học Oldenburg đã lần đầu tiên mở một chương trình mới đào tạo và nghiên cứu về y học con người. Một trường Y khoa được xây dựng với sự hợp tác chặt chẽ với Đại học Groningen của Hà Lan (tiếng Hà Lan: Rijksuniversiteit Groningen) với tên gọi European Medical School Oldenburg-Groningen (tạm dịch: Trường Y khoa châu Âu Oldenburg-Groningen) với một mô hình khóa học gồm 12 học kỳ liên tục để nhận được giấy phép làm việc trong lĩnh vực y khoa sau khi hoàn tất thành công kỳ thi chứng chỉ cấp nhà nước (Staatsexamen). Sinh viên đến từ Groningen sẽ phải hoàn thành một phần của khóa học ở Oldenburg, sinh viên Oldenburg cũng phải có ít nhất một năm nghiên cứu ở Groningen. Theo học tại Trường Y khoa châu Âu cũng tạo cho sinh viên cơ hội có được một tấm bằng Thạc sĩ Khoa học Hà Lan (Geneeskunde) được cấp bởi Đại học Groningen, và sau đó có thể làm việc trong chuyên ngành này ở tất cả các quốc gia thuộc Liên minh châu Âu, một quyền được quy định bởi Luật hành nghề y khoa châu Âu.

## Đối tác Quốc tế
Mối quan hệ đối tác quốc tế đầu tiên và quan trọng đã được bắt đầu từ năm 1980 với Đại học Groningen. Kết quả từ sự hợp tác đó cho đến nay đã tạo ra một quan hệ đối tác đặc biệt và sâu rộng, với nhiều chuyên ngành được hỗ trợ cùng nhau bởi hai trường đại học. Là một thành viên của Chương trình liên kết Socrates/Erasmus: một chương trình trao đổi sinh viên giữa các trường đại học ở châu Âu. Ngoài ra, Đại học Oldenburg có các thỏa thuận hợp tác với 105 trường đại học từ 44 quốc gia.

## Điểm nhấn
Trường đã được biết đến trong những năm 1970 với một khái niệm đặc biệt về việc đào tạo giáo viên một giai đoạn. Việc đào tạo giáo viên là một thế mạnh của trường, với các chương trình học dành cho tất cả các vị trí giảng dạy. Các nghiên cứu về phương pháp giảng dạy-học tập với chương trình đào tạo tiến sĩ đạt được uy tín cao. Trường đặc biệt chú trọng vào việc nghiên cứu các lĩnh vực về khoa học máy tính, âm thanh, các nguồn năng lượng tái tạo với chương trình nghiên cứu quốc tế Năng lượng tái tạo (Renewable Energy), các nghiên cứu giới tính và sinh học thần kinh (Neurobiology).
Thông qua Quy trình Bologna (Bologna Process), từ học kỳ mùa đông 2005/2006 Đại học Oldenburg đã tổ chức các khóa học theo mô hình bằng cấp Cử nhân (Bachelor) và Thạc sĩ (Master), thay thế cho mô hình bằng cấp Diplom và Magister truyền thống. Do đó đây là một trong những trường đại học đầu tiên ở Đức thực hiện bước thay đổi này.
Năm 2012, trường đã được trao giải thưởng theo chương trình Sáng kiến xuất sắc (Exzellenzinitiative), thành công với nghiên cứu "Hearing4all"  (Hearing for all - Mọi người đều có thể nghe) với giá trị 34 triệu € với mục tiêu nghiên cứu và tìm kiếm những cải tiến cho khả năng nghe và nhận thức giao tiếp bằng lời nói trong môi trường tiếng ồn.
Ngày 26 Tháng 5 năm 2014, trường vinh dự đón tiếp nhà vua Willem-Alexander và hoàng hậu Máxima của Vương quốc Hà Lan đến thăm trong khuôn khổ mở rộng hợp tác về các chương trình năng lượng tái tạo giữa CHLB Đức và Hà Lan.

## Các viện trực thuộc

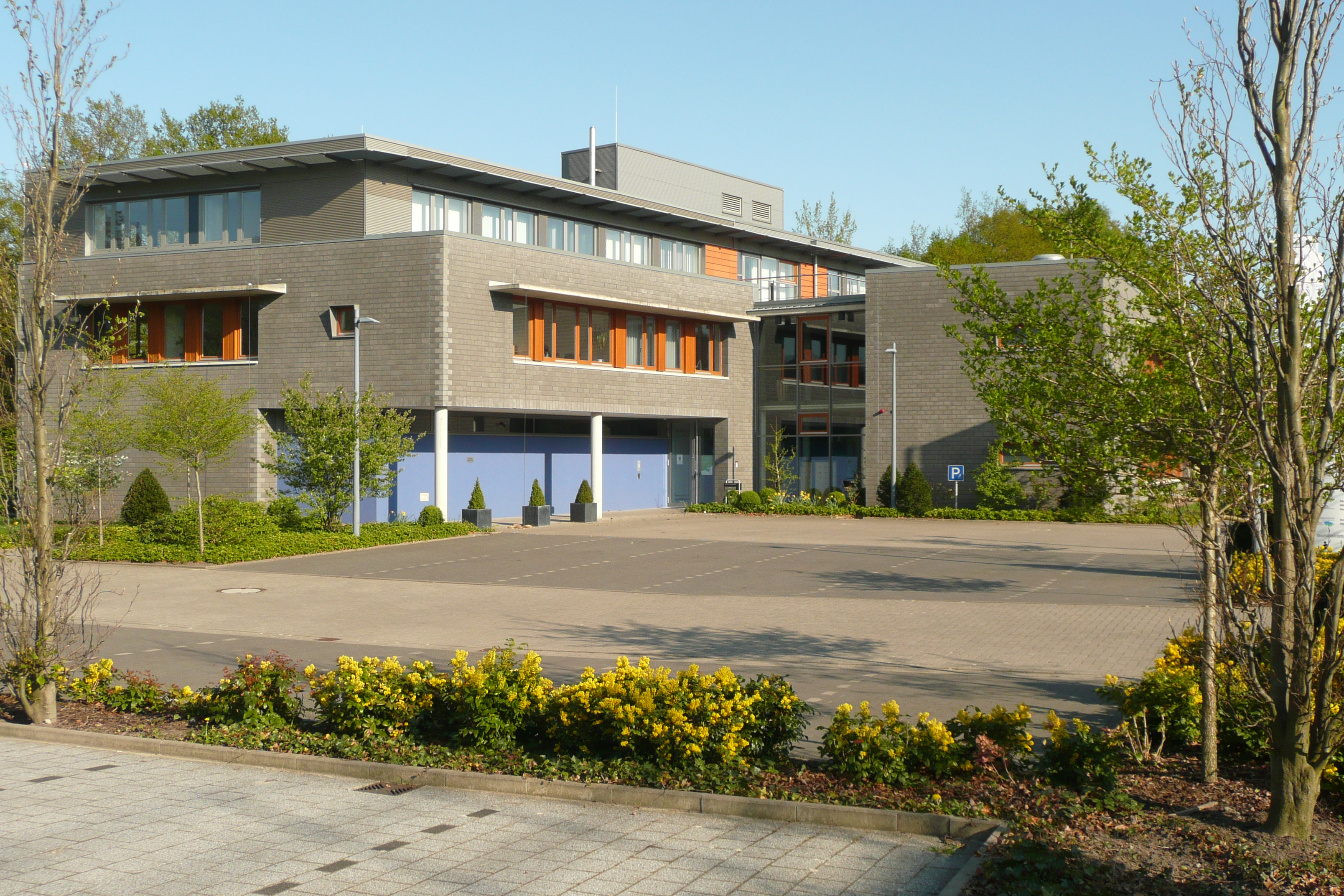
Trung tâm nghiên cứu thính lực Hörzentrum Oldenburg

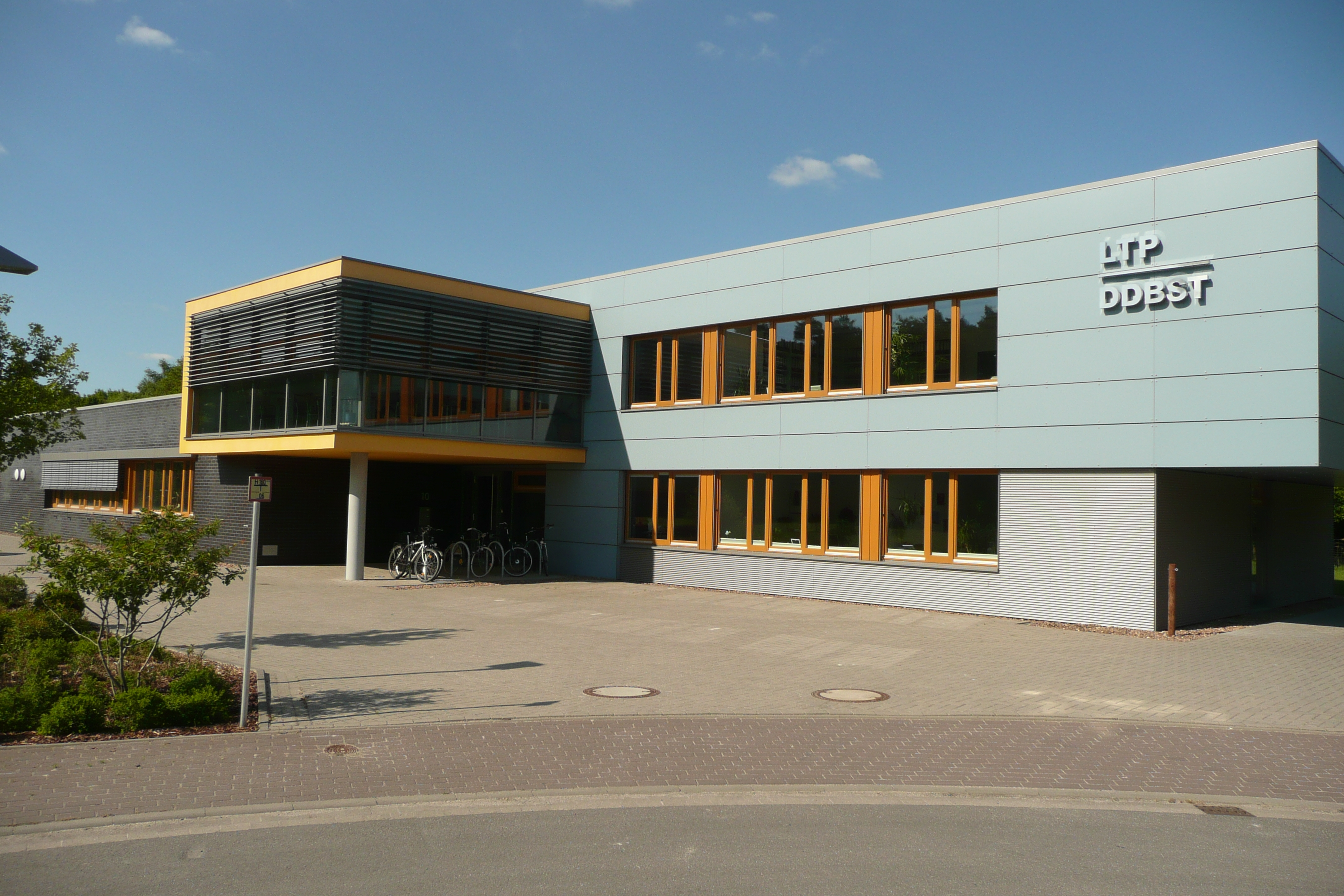
LTP GmbH

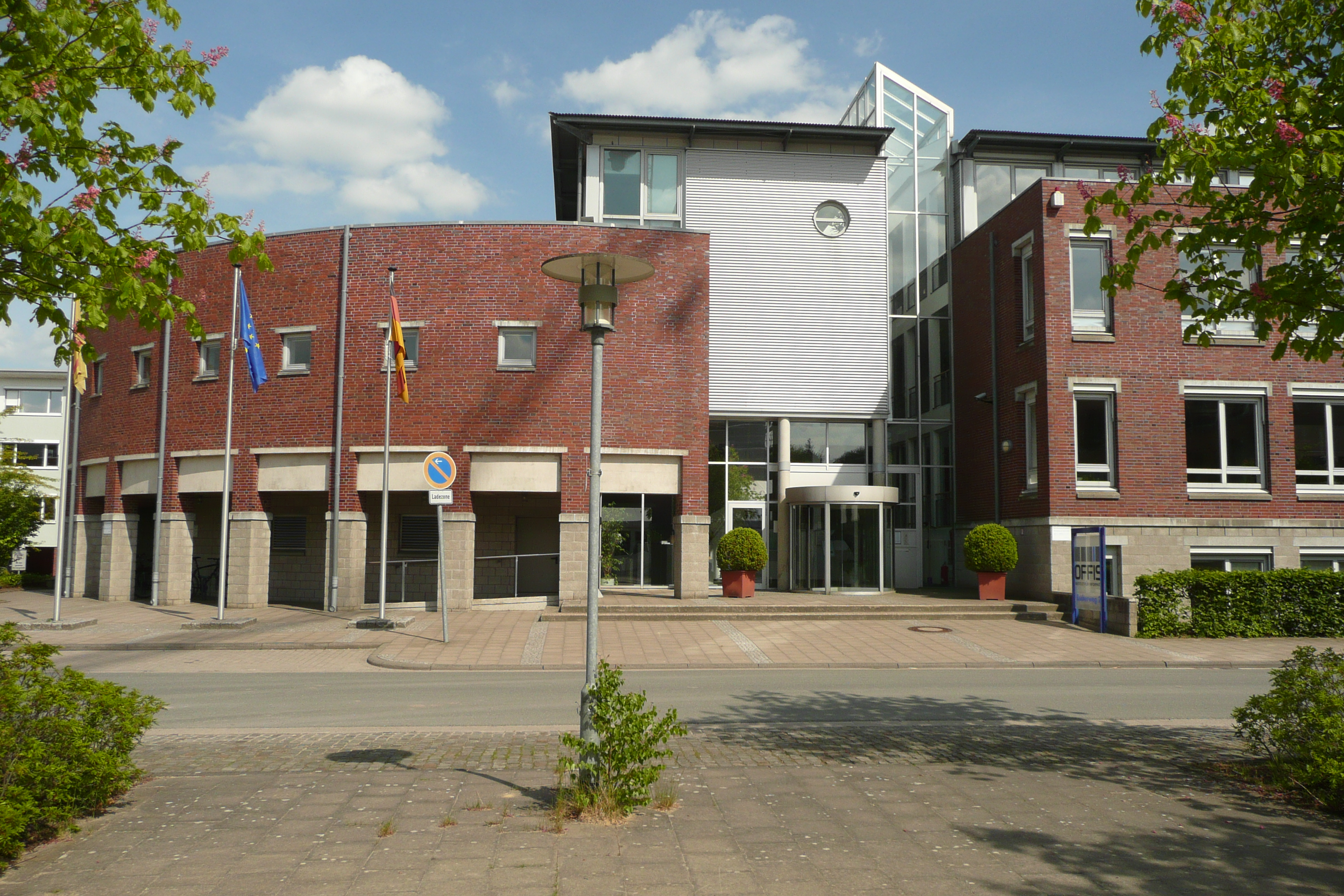
OFFIS

Các viện trực thuộc có sự kết hợp chặt chẽ với trường đại học, nhưng được tổ chức độc lập về mặt pháp lý. Trường hiện hiện có 14 viện nghiên cứu trực thuộc:
- BKGE – Bundesinstitut für Kultur und Geschichte der Deutschen im östlichen Europa (Viện liên bang về văn hóa và lịch sử Đức ở Đông Âu)
Viện được thành lập vào năm 1989 trực thuộc các hoạt động của Bộ Văn hóa và tư vấn cho Chính phủ Liên bang về các vấn đề liên quan đến văn hóa và lịch sử của dân thiểu số Đức ở Đông Âu.
- ecco ecology + communication Unternehmensberatung GmbH[9] (Viện tư vấn quản lý thông tin liên lạc + ecco ecology)
ecco tư vấn cho các công ty và doanh nghiệp về các lĩnh vực quản lý, tiếp thị và truyền thông và hợp tác chặt chẽ với phòng đào tạo quản trị kinh doanh.
- Express Fonds Nordwest
- Hörzentrum Oldenburg (Trung nghiên cứu thích lực Oldenburg)
Viện được thành lập vào năm 1996 bởi nhà vật lý học Birger Kollmeier và Evangelischen Krankenhaus Oldenburg (Bệnh viện Tin Lành Oldenburg) để nghiên cứu các ứng dụng của âm thanh trong các ứng dụng y học, đặc biệt là phát triển máy trợ thính.
- ibe – Wolfgang Schulenberg-Institut für Bildungsforschung und Erwachsenenbildung e.V. (Viện Schulenberg Wolfgang về Phát triển con người và giáo dục dành cho người trưởng thành)
Viện được thành lập bởi trường đại học và các hiệp hội về giáo dục người trưởng thành Hạ Saxony vào năm 1986.
- INS – Integration durch Sport und Bildung e.V.
- IOB – Institut für Ökonomische Bildung GmbH (Viện Đào tạo Kinh tế)
Viện đào tạo kinh tế thúc đẩy việc đào tạo về lĩn vực kinh tế trong các trường phổ thông tại Đức và các quốc gia ở Trung và Đông Âu, bao gồm giáo dục và đào tạo giáo viên.
- ISN – Institute for Science Networking GmbH (Viện Khoa học Mạng)
ISN thúc đẩy mạng thông tin khoa học, bao gồm sự phát triển và hoạt động của các cổng thông tin chuyên ngành trên Internet.
- iTap – Institut für technische und angewandte Physik GmbH (Viện Kỹ thuật và Vật lý ứng dụng)
Trọng tâm trong nghiên cứu của viện là các âm thanh kỹ thuật, trong đó có kiểm soát ô nhiễm tiếng ồn, âm thanh các công trình và phòng ốc, đo lường và nghiên cứu âm thanh trong việc sử dụng năng lượng gió.
- NEXT ENERGY – EWE-Forschungszentrum für Energietechnologie e. V. (Trung tâm Nghiên cứu Công nghệ Năng lượng EWE)
- LTP – Laboratory for Thermophysical Properties GmbH (Phòng thí nghiệm về vật lý nhiệt)
Được thành lập vào năm 1999, LTP GmbH nghiên cứu về các tính chất vật lý nhiệt của vật liệu cho ngành công nghiệp hóa chất. Hiện phòng đang hoạt động chặt chẽ với Khoa hóa kỹ thuật của nhà trường.
- OFFIS Oldenburger Forschungs- und Entwicklungsinstitut für Informatik-Werkzeuge und -Systeme e. V. (Viện Nghiên cứu và Phát triển Oldenburg OFFIS về các hệ thống và công cụ khoa học máy tính)
- Parisi Photovoltaik GmbH
- Sophie Drinker Institut für musikwissenschaftliche Frauen- und Geschlechterforschung (Viện Nhạc học phụ nữ và Nghiên cứu Giới tính Sophie Drinker)
Viện hoạt động trong việc sưu tập các tài liệu khoa học và là nguồn cung cấp các tài liệu sưu tập.

## Hoạt động văn hóa, xã hội và chính trị
Studentenwerk Oldenburg đưa UNIKUM (trung tâm văn hóa) và Unitheater vào hoạt động từ năm 1985. Kể từ tháng 7 năm 1997, Oldenburger Universitäts Theater GmbH (OUT) được thành lập và điều hành UNIKUM. Các nhóm văn hóa nghệ thuật của sinh viên và các nhóm hát độc lập cũng được tự tổ chức hoạt động.
Từ năm 1993, đưa vào hoạt động rạp chiếu phim phục vụ sinh viên tại Alte Aula. Vào học kỳ mùa hè thì có các chương trình chiếu phim trong khuôn viên trường như các buổi trình diễn ngoài trời. Một dự án khác với chủ đề Liên hoan phim thể loại ngắn Oldenburg zwergWERK đi vào hoạt động vào năm 2001.
Cũng như tại các trường đại học khác của Đức, AStA là cơ quan đại diện quan trọng nhất của sinh viên. Tổ chức này quản lý vé giao thông công cộng học kỳ cho sinh viên, cung cấp một số hình thức vay mượn tài chính cho sinh viên hay tổ chức các lễ hội. Thêm vào đó, AStA luôn liên tục tham gia vào các chiến dịch đòi quyền lợi cho sinh viên trong các vấn đề có liên quan đến chính sách của nhà trường và các hoạt động xã hội.
Ngoài ra, tại trường cũng có một văn phòng đại diện của AIESEC.

## Căng tin
Studentenwerk Oldenburg điều hành các căng tin (tiếng Đức: Mensa) ở cả hai Campus Haarentor và Wechloy. Các căng tin trường được xác nhận EG-Öko-Verordnung với BIO-Siegel (Tiêu chuẩn hữu cơ EU, với chứng nhận BIO) từ năm 2004. Tại căng tin trung tâm ở Campus Haarentor, mỗi ngày có 4 sự lựa chọn cho bữa ăn chính, cùng với các món phụ và tráng miệng tự chọn khác. Thêm vào đó là các loại mì ống (Pasta). Ngoài ra còn có các món ăn chất lượng cao với giá bán cao hơn tại khu "Culinarium" (Ẩm thực ngon). Căng tin áp dụng chính sách giá riêng, rẻ hơn cho sinh viên trong khi những người đang đi làm có nhận lương hay người bên ngoài thì phải trả giá cao hơn.
Trong năm 2001, căng tin trung tâm của trường đứng đầu xếp hạng về thể loại hương vị và đứng thứ nhì về tổng thể trong cuộc thăm dò của Tạp chí UNICUM về xếp hạng căng tin tại các trường đạo học trên toàn nước Đức. Những năm tiếp theo, căng tin trường rơi mất vị trí này cho đến 2008 thì giành lại được vị trí thứ nhì tổng thể và đứng nhất về thể loại hương vị thức ăn.
Ngoài ra, Studentenwerk Oldenburg còn khai thác một quán cà phê lớn tại Campus Haarentor (gần căng tin trung tâm). Tại Campus Wechloy, căng tin và quán cà phê được kết hợp trong cùng khu vực.

## Hình ảnh

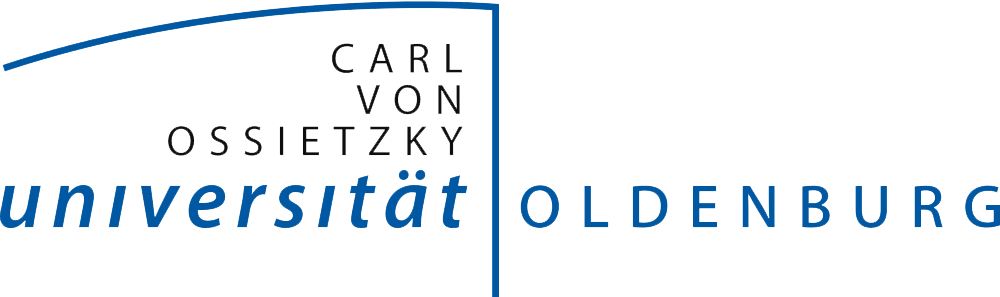
Logo của Đại học Carl von Ossietzky Oldenburg
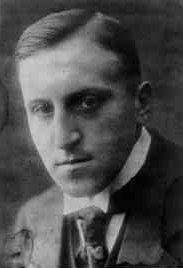
Nhà hoạt động Carl von Ossietzky (1889 – 1938), người đoạt giải Nobel Hòa bình năm 1935. Hình chụp vào khoảng năm 1915.
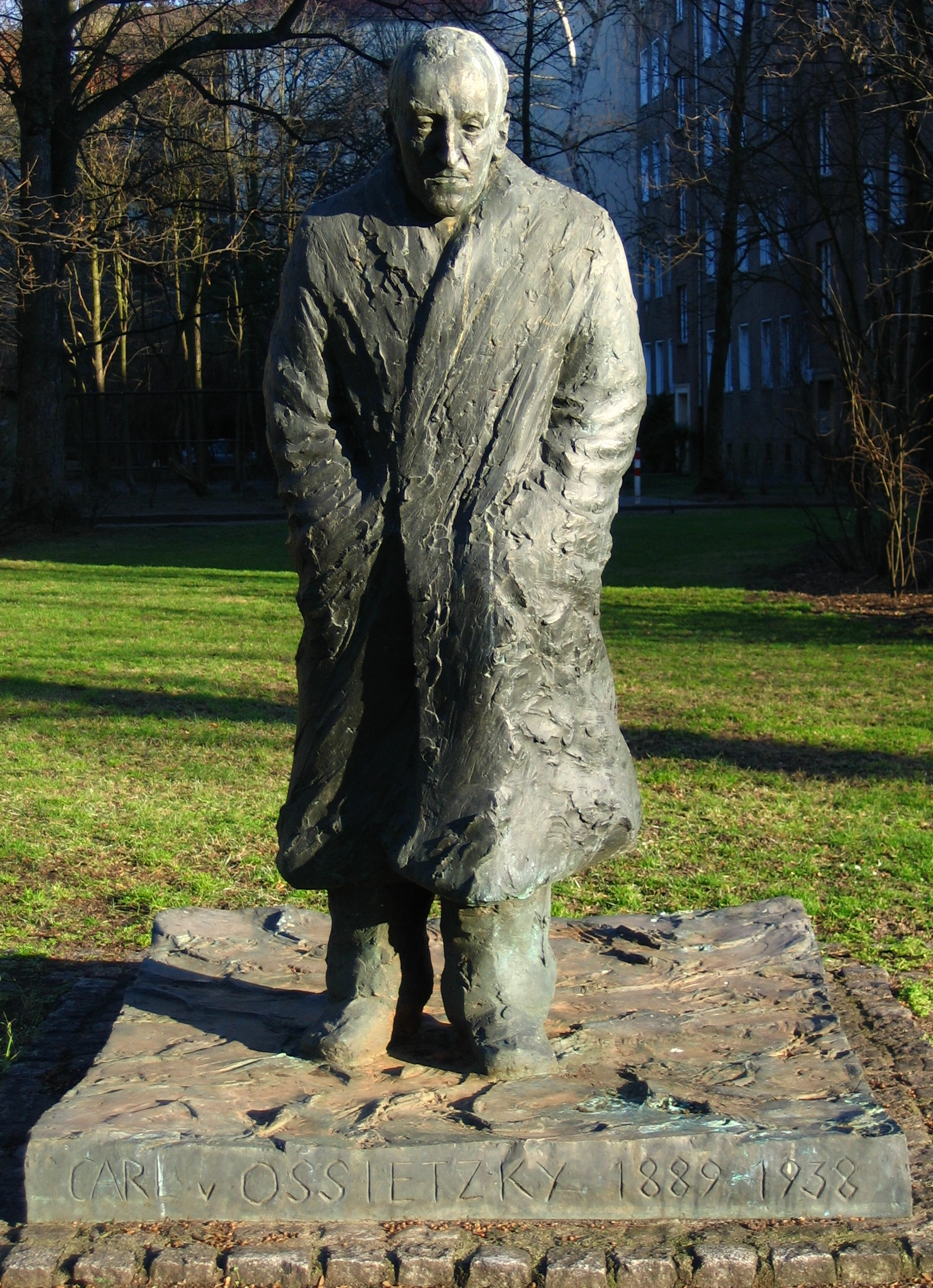
Tượng đài tưởng niệm nhà hoạt động Carl von Ossietzky tại quận Pankow, thủ đô Berlin.
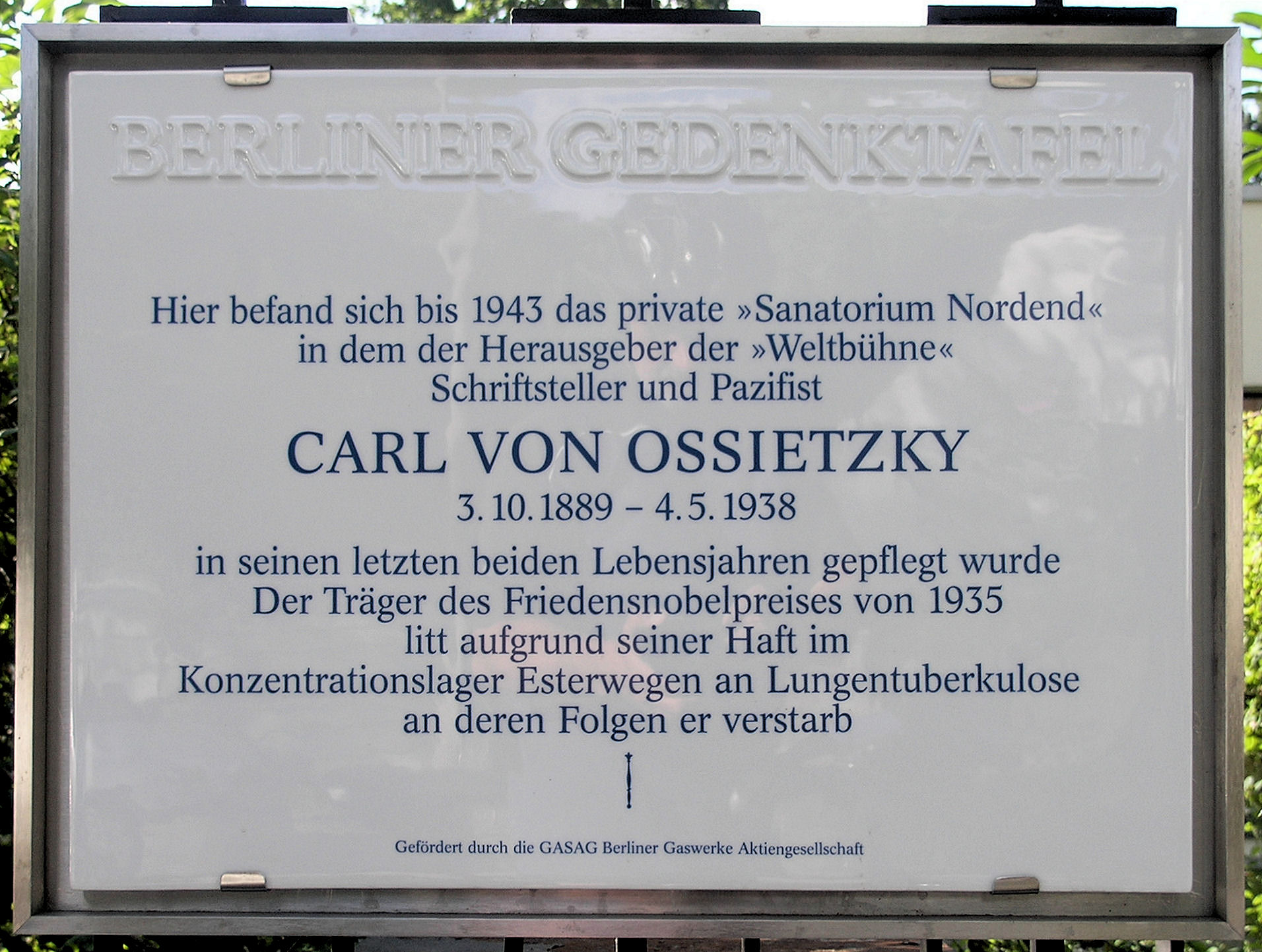
Bia tưởng niệm Carl von Ossietzky tại Số 6 Mittelstraße, Berlin-Rosenthal, CHLB Đức
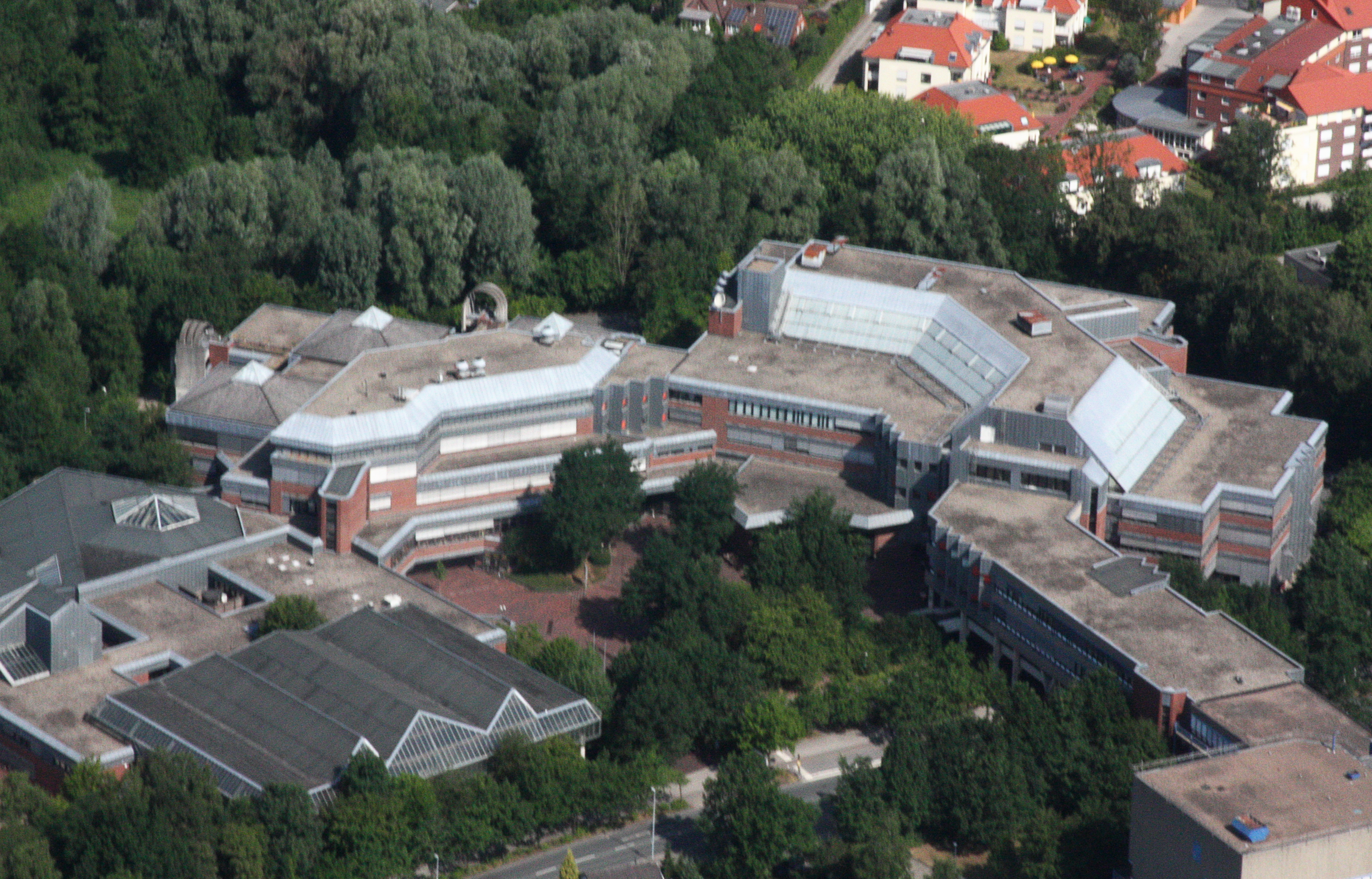
Campus Haarentor nhìn từ trên cao
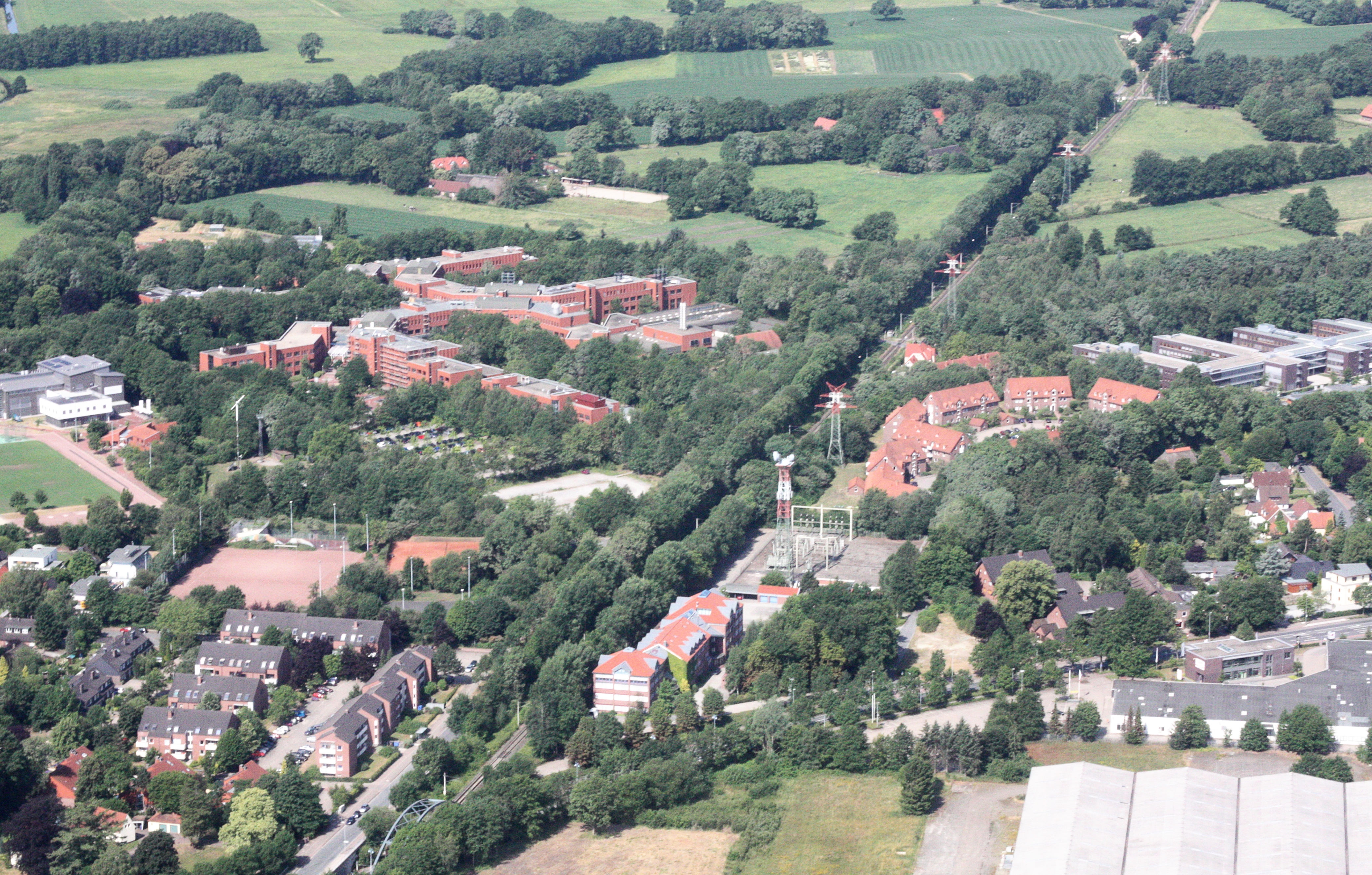
Campus Wechloy nhìn từ trên cao
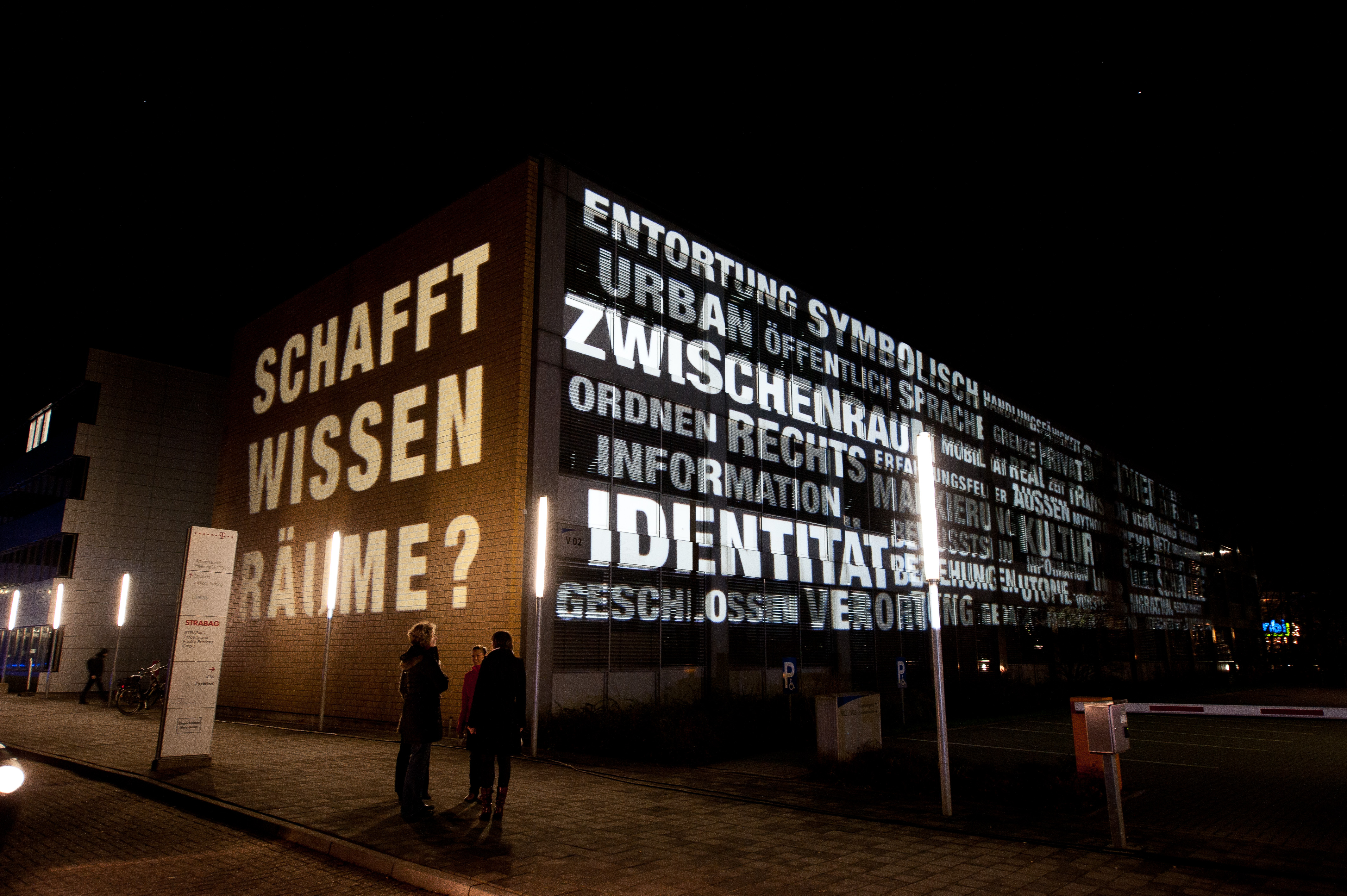
Tòa nhà C3L vào buổi tối
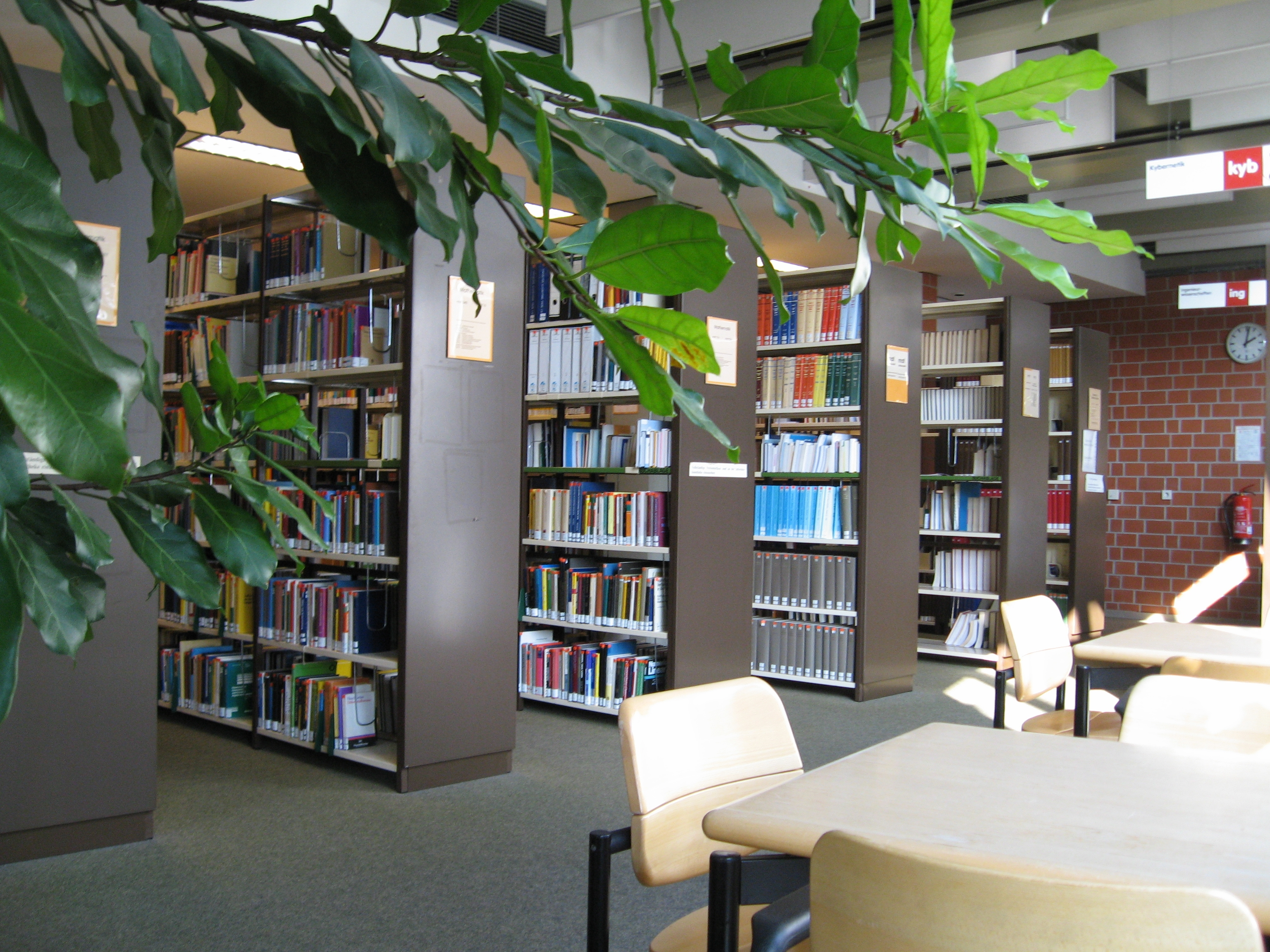
Một góc thư viện Campus Wechloy